# Перегонівка (Полтавський район)
Перего́нівка — село в Україні, у Кобеляцькій міській громаді Полтавського району Полтавської області. Населення становить 376 осіб.

## Географія
Перегонівка розташована на правому березі річки Ворскла у лісостеповій природній зоні в центральній частині Кобеляцького району. Входить до складу Кобеляцької територіальної громади. Сусідні села: Гарбузівка, Кірове, Суха, Шенгури, Соснівка, Гайове, Сокілка (Правобережна та Лівобережна), хутір Шабельники. Відстань до районного центру міста Кобеляки — 12 кілометрів. Існує автобусне сполучення (середа, п'ятниця, неділя) з районним центром.

## Історія виникнення і назва села
Історія виникнення і назва села пов'язана з Сокільським Преображенським чоловічим монастирем. Цей монастир був побудований 1714 року на правому крутому березі річки Ворскли у лісистій місцевості. Навколо монастиря було 656 десятин вільної землі, За Духовим Яром розташовувались поселення вільних козаків із Запорізької Січі. Для обробітку монастирських земель козаків примусово перегнали до монастиря. Звідси і назва поселення Перегонівка.
Село було засноване сімома родинами — Черевки, Каблучки, Жили, Маховські, Шабельники, Павленки. Прізвища деяких з них й донині поширені в селі. 
1716 рік може вважатися роком заснування села Перегонівка.
«Як відомо, козаки-запорожці були не тільки вояками, але й активними захисниками православної християнської віри, про що свідчать історичні факти спрямування їх політики щодо заснування монастирів, церков та пожертви, тощо. Цікавим фактом є свідчення про існування Сокільского Преображенського чоловічого монастиря, який було засновано у 1714 р. ігуменом Полтавського Хрестовоздвиженського монастиря біля гори Духової на березі річки Ворскла (тепер територія села Правобережна Сокілки Кобеляцького району Полтавської області). У 1737 р. монастир було зруйновано кримськими татарами, а у 1738 р. відновлено. У 1777 р. будівлі були перенесені на гору, з чим іноді також пов'язують виникнення назви Сокологорського монастиря. Серед них було дві церкви: Преображенська та Георгіївська. У 1786 р. монастир, як і багато інших у Полтавській стороні, з ліквідацією Запорізької Січі (1775 р.), було закрито з політичних міркувань з метою обмеження прав та послаблення впливу козацької верстви у суспільстві і церковній сфері. У 1797 р. за наказом губернатора Хорвата та за дозволом митрополита Гавриїла будівлі було розібрано і перевезено до Катеринослава (теперішнього Дніпропетровська), де вони довгий час слугували Успенським собором міста».
Уточнення автора цієї статті — в інтерв'ю отця Миколая В. Какубової неточно вказано місцезнаходження монастиря. Насправді він був збудований на 3 версти північніше Сокілки, тобто на території с. Перегонівка.

Сучасні дослідники не можуть точно визначити знаходження монастиря.
«Сокольская икона Божией Матери, явление которой последовало в 1172 году, ныне хранится в Сокольском Преображенском монастыре. Этот монастырь расположен на горе Духовой, при реке Ворскле, и находится в трех верстах от местечка Соколки Кобелякского уезда Полтавской губернии. Он был основан в 1714 году настоятелем полтавского Крестовоздвиженского монастыря. В 1731 году Сокольский Преображенский монастырь был разорен крымскими татарами. При этом были нанесены значительные повреждения и хранившейся в монастыре иконе Божией Матери. Они заметны и до сих пор. На Сокольской иконе, неоднократно прославленной чудотворениями, изображено Рождество Пресвятой Богородицы.»
Місце розміщення монастиря: сучасні городи від садиби Ананко Поліни Тимофіївни до садиби Душки Василя Васильвича.
Після перенесення на місці монастиря збудували капличку, яка існувала довгий час аж до будівництва Перегонівської Свято-Іллінської православної церкви. Її розбили, коли створювали колгоспи. У наш час ніяких слідів від монастиря не збереглося.
У церковних джерелах знаходимо згадку про Сокольську чудодійну ікону Різдва Пресвятої Богородиці, яка явилася 1172 р.(вчені вважають цю дату помилкою в виданні Є.Поселянина, насправді мався на увазі 1721 р. — що збігається з періодом існування монастирю) і знаходилася у монастирі. Ікона вважалася дуже шанованою у народі і мала відмітини на тлі після татарської навали. Днями святкування ікони є 23 лютого / 8 березня. Серед інших секуляризованих речей після ліквідації монастиря вона була передана до собору у Єльці (Росія). Подальші відомості про ікону відсутні.
| Сокільська чудодійна ікона Різдва Пресвятої Богородиці |
| ------------------------------------------------------ |

У 1779—1801 роках у Перегонівці проживало 90 осіб.
Відомості про село на 1859 рік.
Перегонівка — село козаче, між Кременчуцьким і Верхнедніпровським трактом, при річці Ворскла. 
Від повітового міста 14 верст, число дворів — 58, жителів чоловічої статі — 186, жіночої статі — 191. (запис № 1681).
Хутір Шабельники — при колодязі, число дворів — 10, жителів чоловічої статі — 48, жіночої статі — 49. (запис № 1677).
Про с. Гарбузівку запису немає.
Відомості про село на 1912 рік.
Іллінська церква, дерев'яна, холодна, в одній споруді з дзвіницею, побудована 1908 року.
Церковно-приходська однокласна школа.
Квартира священника: 4 кімнати, 16 кубічних сажнів; жалування священника — 300 рублів, псаломщика — 100 рублів.
Різні землі — 33 десятини.
Прихожани:
Прихожани привілейованого стану — 4,
Міщани — 20,
Козаки — 457,
Селяни — 700.
Села — 3, від 2 до 4 верст. Станція Кобеляки Південної залізниці — 20 верст, пристань Мишурино — 20 верст, поштове відділення Кобеляки — 8 верст, відстань від консисторії — 75 верст, від благочинного — 18 верст.
Священник Михайло Євстафійович Лабунцов, псаломщик Іоаким Васильович Калашник, церковний староста козак Афанасій Севастьянович Шабельник.
До 1939 року Перегонівка жила за хутірським принципом, тобто адміністративним центром вважалась Перегонівка, а навколо неї були хутори. Тепер від хуторів та спільних земель залишились тільки назви місцевостей: Ворчин садок (жива людина на ім'я Ворко), Джевелине болото (жива людина на ім'я Панько Джевела, у нього був красивий маєток, комори були оббиті цинком. Син його, Герасим, був головою сільради, потім утік у Сибір), Захарченкова гора (жива людина на ім'я Василь Захарченко, який виробляв цеглу, на якій були ініціали В. З.), затока Іванівське, болото Дриждя (жива людина на ім'я Юхим Андрійович Дриждь, що купив землі у пана Зозулі. Був багатим. Мав 150 десятин землі, красиву хату, парову машину, жатку — самозбирач), Іванівська коса (Каблучка, Іван Костович купив цю косу, від його імені і назва), Антонишина балка, Каменцове, Кунова балка (жива людина на ім'я пан Кунов, раніше там був насип, зараз розрівняли), Квачівська гора (жива людина на ім'я Квач), Русина або Кузьмина коса (жива людина на ім'я Кузьма Шабельник, який мав ліс і дозвіл на в’їзд та виїзд з нього), Капканщина або Купачевщина (землі, що розкуповувались), Заяр (північна частина села за яром і парком), Лисівка (південна частина села, південніше яру; там жило багато людей на прізвище Лисенко), Парня (є дві версії походження: там жив пан Парньовий; у цих місцях випарювали для господарства дим), Махнів яр (у цьому яру був Махно із загоном), Пригребля (ліс від ями до Парні; у цьому місці була гребля і водяний млин).
Селяни вели натуральне господарство, жили з того, що виростили на землі. Необхідні речі купляли на ярмарках та базарах, які проводились кожну неділю в Сокілці, Кобеляках, Бреусівці, Козельщині. Землю обробляли волами, кіньми, коровами. У більш заможних селян були кінні молотарки, трієри, віялки. Працювали важко від зорі до зорі. Сім’ї були великі, мали від 3 до 17 дітей. Це було пов’язано з необхідністю вручну обробити свій наділ землі. Діти починали працювати дуже рано, вже з 5 років. Кожну неділю ходили в церкву всією родиною. Діти слухались батьків. М'ясо на столі було тільки по святах. П’янства тоді майже не було. Взимку хати освітлювались лучинами та каганцями, весь інший час жили по сонцю. Основна маса селян (бідняки) мали наділи в 1—2 десятини (десятина = гектар), більш заможні — 5-15 десятин, багаті хазяїни — 100 і більше десятин. В ті часи в селі було 18 вітряних млинів. Два з них, на яких найчастіше мололи зерно, знаходились на 200 м західніше від сучасної садиби Наумова Василя Івановича.
Після революції 1917 року за декретом Леніна бідняки одержали землю, брали хто скільки міг обробити. Незважаючи на регулярні грабунки денікінців, австрійців, червоних, село жило і розвивалось. Дуже схвально старожили відгукувались про період НЕПу, бо у селян була земля і працювали на себе. Біди почались у період колективізації, тобто з 1929 року. Спочатку процес колективізації відбувався на добровільних засадах. Вступали в ТСОЗи в основному бідняки, які здавали свій реманент і спільно обробляли землю. Для заохочення платили добре. У багатих забирали все їхнє майно, переселяли на гірші землі (на піски). Пізніше вивозили в концтабори або розстрілювали. Коли почали зганяти в колгосп, хто не хотів — забирали худобу, накладали великі податки. Багатих у колгосп не приймали, щоб не розкладали масу. Потім, вже в 30-х роках, активісти ходили по хатах і забирали все. У тих, хто не хотів записуватись, розбивали печі, хати і те, що в них було. Селяни були вимушені йти в колгосп, щоб прогодуватись, бо в ТСОЗах і колгоспах годували. (далі див. розділи Голодомор та Історія колгоспів).

## Історія Свято-Іллінської церкви
| Перегонівська Свято — Іллінська церква | Внутрішній вигляд Перегонівської Свято — Іллінської церкви 2015 рік |

Будівля Свято-Іллінської церкви розкриває багато сторінок історії села. Досліджуючи долю храму, можна дослідити долю Перегонівки починаючи з кінця 19 століття. Мало залишилося людей, що пам'ятають історію цієї будівлі. Та все ж таки під час зустрічей з уже згадуваними односельцями Черевком М. І., Каблучкою І. Г., Москаленко О. І. нам вдалося багато дізнатися про долю церкви.
Каблучка Іван Гаврилович розповів, що будівництво храму розпочалося ще наприкінці 19 століття. Точної дати будівництва зараз ніхто не знає, а датується воно 1908 роком. Відомо, що будували її російські солдати, які жили в селі на поселенні. Церкву збудовано без жодного цвяха. Гроші та землю під будівлю виділили Каблучка Аністрат та Каблучка Федосій, заможні на той час люди. Їх і поховали біля храму. Могили знаходяться зі сторони нового приміщення школи. А від парку знаходиться могила Юрія Павловича Дриждя, сина батюшки Павла Дриждя, що правив під час НЕПу. У 1908 році у церкві почав служити отець Волков. У 1910 році — ієрей Михаіл. З розповіді Черевка Михайла Івановича ми дізналися, що він був особисто знайомий з похованим біля церкви Юрієм Павловичем Дриждем. Сім'я батюшки Павла Дриждя жила в приміщенні поряд з подвір'ям Сули О. П. У них була також дочка Марія. Їх вислали в Архангельськ. Про подальшу долю цієї родини Михайло Іванович нічого не знає. Він також розповів, що будівля церкви мала не такий вигляд як тепер. Дзвонарня була позаду, де зараз хрест. Куполи були дуже високі. Набагато вищі, ніж теперішні. Всього було 7 дзвонів. Центральний дзвін був вагою 63 пуди 17 фунтів. У середині нього було вилито: «Джевела Пантелеймон». Він жив, де зараз Джевелене болото. Був багатим. Михайло Іванович вважає, що Джевела також брав якусь участь у будівництві. Всі дзвони були вилиті з міді.
Восени 1934 року церкву закрили. До дзвонів поставили стачки з дерева. Коли пустили центральний дзвін, то від тертя загорілося дерево, а він до половини загруз у землю. При зіткненні дзвона з землею, був такий гул, який нагадував людський стогін, і чути його було аж у сусідні села. Всі інші дзвони також побили. Ініціаторами руйнування були місцеві комсомольці, вони ж і організували потім у ньому клуб. А перед самою війною церкву перетворили на колгоспну комору. Коли почалася війна Черевко М. І. працював рахівником у колгоспі. Головував тоді Голяник Платон Терентійович. У церкві було повно зерна. Робили підпори, щоб не впали стіни. З району прийшов наказ спалити церкву. Коли голова колгоспу виїжджав з села, то сказав, щоб Михайло Іванович підпалив будівлю, але він цього не зробив, побоявся людського гніву. Все зерно роздав людям по відомості. Давав по дві, і по три норми, якби тільки німцям не залишилося. У 1942 році церкву знову відкрили, служити почав протиієрей Олександр Виноградов.
Не менш цікаву інформацію про подальшу долю Свято-Іллінської церкви ми почули з уст Москаленко Ольги Іванівни. Вона розповіла, що під час окупації німці хотіли спалити храм, наносили туди повно соломи. А люди-односельці: Гриценко Микита Лукич, Каблучка Тарас Гнатович, Черевко Онопрій Родіонович, Каблучка Григорій Гнатович, Черевко Іван Іванович, Москаленко Іван Юхимович (батько Ольги Іванівни), Гриценко Кіндрат Лукич, Гриценко Микола Іванович, Гриценко Іван Лукич не злякалися німців і виносили всю солому аж за село, таким чином зберігши церкву. У 1945 році будівлю відремонтували і вона почала діяти. До 1950 року служив отець Григорій. З 1950 до 1959 року — отець Іван. Після цього церкву знову закрили, влаштувавши тут колгоспну комору. У 1990 році силами односельців і жителів навколишніх сіл церкву було відремонтовано. Кошти на ремонт виділив колгосп «Радянська Армія» на чолі з головою Яриною Олександром Федоровичем. 1990 року почав правити отець Володимир. Після нього у 1995 році — отець Михаіл. З 2001 до 2006 року правив отець Мирон. З 2006 до 2007 — отець Володимир. У 2007 році знову почав правити отець Михаіл.

## Історія ГЕС
Організатором будівництва Перегонівської ГЕС був Голяник Платон Терентійович (голова колгоспу у 1947—1953 рр.). Восени 1949 року на березі річки Ворскла в районі броду було забито перший кілочок з табличкою: «Тут буде побудована ГЕС». Будівництво почалося весною 1950 року. Спочатку воно йшло повільними темпами. Возили волами камінь з Тахтаївського гранітного кар'єру.
Та мало-помалу, з кожним днем, будівництво набирало розмаху: підключились державні організації, з'явилася техніка, камінь стали привозити по річці баржами. З навколишніх колгоспів виділили людей. Каблучка А. М. розповідав, що робота була дуже важкою. Працювали з 6 години ранку і до 16 години вечора. Всі роботи виконували вручну. Спочатку з землі зробили дамбу. Перегородили русло Ворскли. Її води потекли долиною. Дно річки вирівняли, настелили поли з дощок у місці, де пізніше поставили щити-шлюзи. Потім почали будувати приміщення станції. Одночасно будували і складське приміщення, і контору. Відкриття ГЕС відбулося на жовтневі свята 1954 року. Директором станції призначили Репешка М. Т., а після його смерті — Філатова Г. Ф. На електростанції працювали 4 турбіністи (Жила В. Т., Хурда І. Д., Паліївець І. Д.), та 4 електрики (Черевко В., Козіс М. М., Годзь І. Т., Каблучка А. М.). Проектна потужність станції становила 250 кВт (2 турбіни по 125 кВт). Досягнута потужність — 205 кВт. Електроенергію використовували для освітлення навколишніх сіл. У колгоспі «Червона Армія» працювала пилорама. Станція працювала з 5 листопада 1954 року до 1964 року.
З 1956 року жителі 4 сіл (Перегонівка, Гарбузівка, Сокілка, Гайове) почали користуватись електроенергією в побуті. Це були перші 4 електрифіковані села в Кобеляцькому районі.
Після закриття в різні роки використовувалась як база відпочинку одного з ПТУ м. Горішні Плавні та Кобеляцького ПТУ.
|  |  |  |  |

## Історія школи
До 1912 року в селі Перегонівка працювала церковно-приходська школа, яка була розташована в окремому будинку. В цьому будинку проживали батьки жителя села Перегонівка Гриценка В. В. А його прадід Нестір був першим вчителем цієї школи.
1912 року земство розпочало будівництво початкової школи. Будівництво тривало два роки. 1914 році було призначено вчителями Легейду Якова Федоровича та Легейду Євдокію Родіонівну. Якова Федоровича забрали на фронт Першої світової війни, а завідувачкою призначили Євдокію Родіонівну. Вчителькою початкових класів була Анна Іванівна. Закон Божий викладав піп Михайло Лабуниця (Лабунцов). Були царські табельні дні, коли не вчились, а ходили в церкву і співали релігійні пісні. Попечителем школи був Захарченко Василь Васильович, який на Різдво привозив до школи паперовий мішок з цукерками і роздавав учням. У школі навчалися тільки хлопці. Тих, хто не хотів вчитися, виганяли. Батьків у школу не викликали. Учні не скаржилися, бо боялися, що від батьків буде ще гірше. На місце Легейди Я. Ф. призначили Прокопюка С. М. До школи ходили учні з сіл Перегонівка, Гарбузівка, Таранушичі, Темнівка, Тараненки, Шабельники, хутір Чайки.
1914 р. — Легейда Яків Федорович (перший учитель і завідувач початкової школи).
1915 р. — Прокопюк Софія Маркелівна (вчителька і завідувачка школи).
Навчання в земській народній школі було безкоштовним. Викладання велося російською мовою. Вивчали 5 предметів: географію, природознавство, Закон Божий, арифметику та російську мову. Підручники: «Добрые семена», задачник Борисова і Сатарова. Розклад уроків не складали наперед. Задавали багато домашніх завдань. Методи покарання включали використання лінійки, побиття по руках декілька разів, ставлення у куток на коліна. Зошитів не було. Земства надсилали папір, який учні самі розрізали і склеювали. Чорнило використовували в пляшках. Канікули були на Масляну і на Різдво. Одягали все, що було можливе, навіть розпарки замість взуття.
У 1927—1930 рр. Кіріченко Степан Дмитрович був завідувачем початкової 4-річної школи. Вчителькою початкових класів була Кіріченко Антоніна Григорівна. До школи ішли у 9 років.
У 1930—1941 рр. — Попруга Борис Іванович був першим директором семирічної школи. 1930 року в школі навчалося 285 учнів. Було обладнано фізичний, хімічний та фізкультурний кабінети. Школа мала в достатній кількості ковзани з взуттям, лижі, кеглі та два більярди. Велика увага приділялася фізичному вихованню. У 1930—1931 роках школа зайняла перше місце по вирощуванню кролів у районі. 1941 року найкращі учні, які працювали над збором врожаю цукрового буряка, мали бути представлені на Всесоюзній сільськогосподарській виставці, але війна завадила участі. Працювала також вечірня школа (11 ступенів) для дорослих. Влітку організовувався районний піонерський табір, де оздоровлювались 2500 дітей з харківських шкіл. Піонервожатими працювали: Негребецька з Полтави, Галь Т. Г. з Гарбузівки, Каракуця Т. Г., Тітаренко П. Й..

### Хронологічна таблиця роботи директорів школи
До 1930-х рр. — Кіріченко Степан Данилович
1930—1941 рр. — Попруга Борис Іванович
1941—1942 рр. — Гофман Віктор Юрійович
1942—1948 рр. — Рибалко Надія Іванівна
1948—1950 рр. — Пісоцький Василь Терентійович
1950—1953 рр. — Андрійченко Кузьма Михайлович
1954—1961 рр. — Гриценко Варфоломій Петрович
1965—1973 рр. — Івашко Анатолій Семенович
1973—1978 рр. — Шейко Борис Дмитрович
1978—1984 рр. — Бережна Валентина Федорівна
1984—1992 рр. — Годзь Світлана Миколаївна
Від 1992 року — Гончаренко Людмила Володимирівна
1934 року відбувся перший випуск семирічки. 1961 року — перший випуск восьмирічки. 1990 року — перший випуск дев'ятирічки. З 1912 по 2007 рік зі школи випущено 1076 учнів. 1974 року приміщення було добудоване за кошти колгоспу. З'явилося ще чотири класні кімнати, роздягальня, майстерня.
2006 року школа перейшла у нове приміщення.
У старому приміщенні кімнати переобладнали під медпункт, магазини (ПП Москаленко П. І. та Шабельник О. Г.), відділення зв'язку, а також відремонтували кімнату для святкування та поминальних обідів «Перегонівська світлиця».
| Стара школа                      | Нова школа | Легейда Євдокія Родіонівна Перша вчителька школи (1914) | Викладач закону Божого піп Михайло Лабуниця (1915) |
| Педагогічний колектив 33-34 роки |            |                                                         |                                                    |

## Голодомор

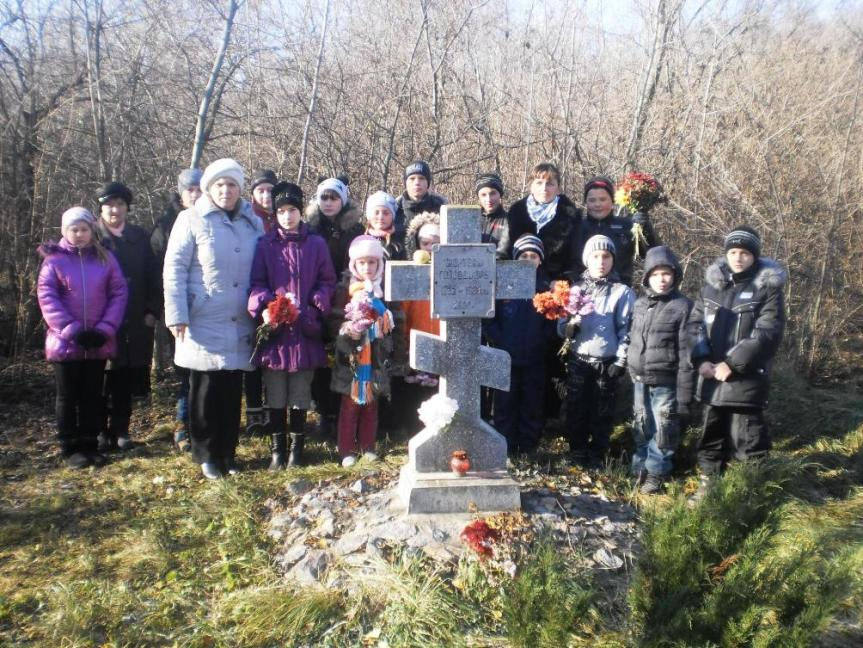
Пам'ятний знак жертвам Голодомору

Найбільшим лихом для Перегонівки став Голодомор 1932—1933 рр. У Перегонівці 1932 року проживало 609 осіб, а під час Голодомору померло 328. Людей ховали в 4 загальних ямах, три з яких досі невідомі. На місці четвертої, 2000 року на старому кладовищі села встановлено пам'ятний знак жертвам Голодомору 1932—1933 рр.
Мартиролог (список померлих) та спогади тих, хто вижив, зібрав Голяник В. П. у своїй книзі «Трагічні сторінки моєї Вітчизни», яка присвячена Голодомору в Кобеляцькому районі.
У цій книзі також містяться мартирологи та спогади людей із сіл Красне, Іванівка, Солошино, Прощуради, Озера, Шабельники, Гарбузівка та міста Кобеляки.
На хуторі Шабельники проживало 210 осіб (28 хат), померло 134 особи (із спогадів Шабельника Івана Оксентійовича).
Дослідник Голодомору з с. Гарбузівка, Жук Григорій Іванович, зібрав дані про померлих у своєму селі (хутори Бекет, Гарбузівка, Полозківка, Прапірнівка, Стряпанівка, Ярини, Янчі). Проживало 717 осіб. Із них померло 363. Він же склав і мартиролог цих людей.
Голод у Перегонівці, Гарбузівці, Шабельниках почався зі стихійного лиха. 28 червня 1932 року пройшов великий дощ із градом і вибив усі посіви. Люди залишилися без урожаю. Восени приїхали представники з району і вивезли весь хліб. Залишки харчів, посівний матеріал і все, що було в хатах, забирали активісти, які регулярно мародерствували. Люди вирізали худобу, ховали все їстівне, по можливості тікали з села. Активістами ставали ті, хто не хотів і не міг працювати. Вони ходили із залізними піками і шукали заховане зерно, штрикаючи піками долівки, городи й навіть купи гною. До зими вигребли все.
Люди їх пам'ятають.
Активісти Перегонівки: Яковенко Марія — найжорстокіша (вуличне прізвисько «Гей», увійшла в історію села тим, що вимагала попарувати всіх кобил за 24 години), Уфаєва Галя, Квач Данило, Трайно Іван, Гриценко Степан, Гриценко Аністрат, Павленко Іван, Каблучка Петро, Москаленко Іван, Шенгур Олександр, Гавриш (чужий).
Активісти Шабельників: Дробітько Іван, Димнич Тетяна, Шабельник Марія, Палієвець Данило.
Активісти Гарбузівки: Чернець Микита, Лісний Михайло, Ведмеденко Пилип, Годзь Андрій, Галь Андрій.
І тоді в селах від голоду почали помирати люди. Мертві лежали скрізь: і в будинках, і на полях, і на вулицях. Щоранку по селу їздила підвода, на яку вантажили трупи померлих, вперемішку з іще живими. Їх скидали штабелями в загальні ями, присипали землею. І так щодня.
Живі ходили опухлі від голоду, з ран текла вода. Ті, в кого залишалася корова або вівця, виживали завдяки молоку. Дуже рятувала риба, якої тоді у Ворсклі було багато.
Їли все, що було навколо: пусті кукурудзяні качани, тирсу, листя з дерев, кропиву, лободу, грицики, квасець, молочай, м'яту, жолуді, цвіт акації, рогіз, осоку, спориш, мишей, жаб, горобців, кішок, собак, їжаків, ворон. Біля скотомогильників чергували, щоб узяти шматок падалі або хоч пососати кістки. І в Перегонівці, і в Гарбузівці були випадки людоїдства.
У Перегонівці в ці роки був патронат для дітей-сиріт. Туди приймали і приблудних. Годували всіх. Але діти часто не доходили і вмирали прямо біля нього. Якщо учень помирав на уроках, то вчитель на тачці відвозив його додому.
Восени 1933 року врожай був добрий, і ті, хто вижив, одержали хліб. Голод закінчився.
А голод 1947 року села перенесли набагато легше.
За словами старих людей, село грабували всі: і в період революції та громадянської війни, і в період колективізації, і німці. Але найстрашнішими були свої — активісти.

## Друга світова війна

Пам'ятник загиблим воїнам

Не меншою трагедією для краю стала і Друга світова війна. Із сіл Перегонівка, Гарбузівка, Шабельники було мобілізовано 207 осіб. З них 122 загинуло, а 85 повернулися додому. Всі учасники війни були нагороджені орденами та медалями СРСР. До наших днів дожило лише двоє з них: Каблучка Іван Гаврилович та Каблучка Андрій Микитович. Як пам'ять про загиблих, у центрі села, в сільському парку, височіє пам'ятник воїнам, які загинули в роки Великої Вітчизняної війни. Поряд знаходяться чотири могили радянських льотчиків, які загинули в боях поблизу Перегонівки.
Нумерація могил з півночі на південь: 1 могила — полковник Веселов Полікарп Григорович (04.10.1901 — 1943). 2 могила — майор Ушаков Петро Сергійович (04.10.1907 — 1943). 3 могила — Удін (або Юдін) Ф. Л. (1899 — 10.10.1943). 4 могила — два невідомих солдати (перезахоронені з Ворчиної балки у 1952 році).
Місця поховань німецьких солдатів: 5 осіб поховані з північного боку біля церкви (могила не збереглася), 2 особи — біля старого дитсадка (там, де колонка) — могила також не збереглася.
Під час оборони села основні бої відбувалися в районі Ворчиного садка. Там загинуло багато як односельців, так і воїнів армії.
Під німецькою окупацією село перебувало 2 роки — з 15 вересня 1941 по 25 вересня 1943 року.
Після окупації німецькі тиловики розпустили колгосп, розділили село на десятихатки та роздали землю. Працьовитим дали по 6 га, менш працьовитим — по 3 га, лінивим землі не дали. Встановили податки. Багато молоді забрали на роботу до Німеччини. Одружених не брали, і тому часто укладали фіктивні шлюби. Старостою села був Гриценко Марко Несторович, поліцаями — Хурда Василь, Сула Санько, Жила Борис, Шабельник Григорій. Оцінки їхньої діяльності суперечливі, але вони не звірствували. Перед відступом німці зазвичай спалювали села. Так Сокілка була спалена, а Перегонівка — ні. Начебто староста села домовився про це. Після війни всі вони були засуджені.
Після визволення села в ньому розміщувався штаб 5-ї повітряної армії, а аеродром був за Ворчиним садком у полі.
Спогади учасників війни, тилу, дітей війни зібрав Голяник В. П. у своїй книзі «Заради життя на землі».

## Історія колгоспів
Щоб дізнатися більше інформації про утворення та існування колгоспів, ми зустрілися з колишніми керівниками колгоспу «Радянська Армія» (пізніше «Ворскла») Гриценком Валерієм Васильовичем та Шабельником Іваном Івановичем. Під час бесіди нам вдалося отримати інформацію про утворення першого колгоспу, всіх голів та роки їхнього головування. Валерій Васильович та Іван Іванович розповіли, що перший колгосп у селі утворився у 1929 році в частині, яку називають «Заяр», і називався «Новий лан». Головою обрали Калашникова Нестора Васильовича, який головував з 1929 по 1931 рік. А в частині, яку називають «Лисівка», утворився колгосп «Вільний орач». Його головою став Марко Гриценко. Пізніше вони об'єдналися і прийняли до себе хутір Шабельники.
У 1933—1938 роках головував Магіс Ілля Семенович (за спогадами очевидців не відрізняв пшеницю від ячменю). У 1938—1941 роках головою колгоспу був Голяник Платон Терентійович. У 1945 році — Каблучка Петро. У 1946 році — Киценко Іван Дмитрович.
Після Другої світової війни села Перегонівка, Гарбузівка, Соснівка і Шевченки було об'єднано в один колгосп ім. Молотова. З 1947 по 1953 рік знову головував Голяник Платон Терентійович. 1953 року головою став Черевко Михайло Овсійович.
1954 року села Перегонівка, Гарбузівка і Шабельники об'єдналися в один колгосп «Червона Армія». З 1955 по 1961 рік головою був Тітаренко Василь Семенович. З 1961 по 1968 рік головував Зінченко Іван Федорович. З 1968 по 1974 рік — Репешко Іван Панасович. У 1974 році до колгоспу «Червона Армія» було приєднано село Кірове, і утворився новий колгосп ім. Чкалова. Головою з 1974 по 1983 рік був Андрійченко Олександр Мефодійович. З 1983 по 1984 рік головував Кльоз Георгій Вікторович.
1984 року Перегонівка, Гарбузівка і Шабельники відокремилися та утворили колгосп «Радянська Армія», який пізніше став називатися «Ворскла». З 1984 по 1998 рік головою був Ярина Олександр Федорович. З серпня 1998 по березень 1999 року головував Калакуцький Олексій Андрійович.
|                              | Працівники тракторної бригади | ГЕС                     |                 |
| ---------------------------- | ----------------------------- | ----------------------- | --------------- |
| Учасники самодіяльності      | Перевірка готовності до жнив  | Робота на току 1947 рік |                 |
| Перегонівські троїсті музики | Найкращі шовководи колгоспу   |                         | Президія зборів |

| № | РОКИ | НАЗВА КОЛГОСПУ | СЕЛА, ЯКІ ВХОДИЛИ В КОЛГОСП | ГОЛОВА КОЛГОСПУ |
| - | ---- | -------------- | --------------------------- | --------------- |

| 1 | 1929—1933 | артіль «Новий лан» | с. Перегонівка, ділянка «Заяр» | Калашников Нестор Васильович |

| 2 | 1929—1933 | артіль «Вільний орач» | с. Перегонівка, ділянка «Лисівка» | Гриценко Марко |

| 3 | 1933—1938 | колгосп «Червона Армія» | об'єдналися дві артілі та хутір Шабельники | Магіс Ілля Семенович |

| 4 | 1938—1941 | колгосп «Червона Армія» | об'єдналися дві артілі та хутір Шабельники | Голяник Платон Терентійович |

| 5 | 1941—1943 | не працював |  |  |

| 6 | 1943—1945 | колгосп «Червона Армія» | с. Перегонівка, Гарбузівка, Соснівка і Шевченки | Каблучка Петро |

| 7 | 1946 | колгосп «Червона Армія» | с. Перегонівка, Гарбузівка, Соснівка і Шевченки | Киценко Іван Дмитрович |

| 8 | 1947—1953 | колгосп «Червона Армія» | с. Перегонівка, Гарбузівка, Соснівка і Шевченки | Голяник Платон Терентійович |

| 9 | 1953 | колгосп ім. Молотова | с. Перегонівка, Гарбузівка, Соснівка і Шевченки | Черевко Михайло Овсійович |

| 10 | 1954—1961 | колгосп «Радянська Армія» | с. Перегонівка, Гарбузівка і Шабельники | Тітаренко Василь Семенович |

| 11 | 1961—1968 | колгосп «Радянська Армія» | с. Перегонівка, Гарбузівка і Шабельники | Зінченко Іван Федорович |

| 12 | 1968—1974 | колгосп «Радянська Армія» | с. Перегонівка, Гарбузівка і Шабельники | Репешко Іван Панасович |

| 13 | 1974—1983 | колгосп ім. Чкалова | с. Перегонівка, Гарбузівка, Шабельники і Кірово | Андрійченко Олександр Мефодійович |

| 14 | 1983—1984 | колгосп ім. Чкалова | с. Перегонівка, Гарбузівка, Шабельники і Кірово | Кльоз Георгій Вікторович |

| 15 | 1984—1998 | «Радянська Армія», потім «Ворскла» | с. Перегонівка, Гарбузівка, Шабельники | Ярина Олександр Федорович |

| 16 | 1998—1999 | колгосп «Ворскла» | с. Перегонівка, Гарбузівка, Шабельники | Калакуцький Олексій Андрійович |

| 17 | 2000 | колгосп ліквідовано |

## Пам'ятки природи
Чудова й природа перегонівського краю. У ньому знаходиться Перегонівський ландшафтний заказник місцевого значення, утворений 1979 року. На його 150-гектарній площі росте багато видів цінних рослин.

## Відомі люди
- Гриценко Микола Олімпійович

Народився 24 червня 1912 року на станції Ясинувата на Донбасі. У селі Перегонівка народилися і жили його діди і прадіди, а також батько Олімпій Іванович. У дитинстві неодноразово приїздив з батьком до села Перегонівка. Був відомим актором театру і кіно. Знявся в близько 80 кінофільмах. Працював у Московському академічному театрі імені Євгена Вахтангова. Зіграв ролі у кінофільмах «Ходіння по муках» (Рощин), «Сімнадцять миттєвостей весни» (німецький генерал) та у багатьох інших. На сцені створив хвилюючий образ Мамаєва у виставі «На всякого мудреця доволі простоти» за О. Островським, грав у «Дяді Вані», «Господах Головльових», «Чайці» та інших. У 1964 році отримав звання народного артиста СРСР. Потім переніс тяжкий інфаркт. У 1965 році знову поринув у роботу. Знявся у фільмах «Російський ліс» за Л. Леоновим, «Мати і мачуха», «Людина без паспорта», «Анна Кареніна» (Каренін), «Ад'ютант його превосходительства», «Журавушка». У 1979 році під час зйомок фільму "Засланець №..." у Миколи Олімпійовича стався серцевий напад. 7 грудня 1979 року стрічку вдалося завершити. Лишалося озвучити всього один епізод. Але зробити цього Гриценко М. О. вже не зміг. 8 грудня 1979 року Гриценко Микола Олімпійович помер.
- Гриценко Лілія Олімпіївна

Народилася 1917 року у м. Горлівка на Донбасі. Сестра Миколи Олексійовича Гриценка. У дитинстві разом з братом також часто бувала у Перегонівці. Відома актриса театру і кіно. З дев'яти років мріяла стати актрисою. Вчилася у К. С. Станіславського. Творчий злет почався у 1940—1950 роках. Знялася більш ніж у 60 фільмах («Прощай, Америко», «Римський — Корсаков», «Вірні друзі», «Хованщина», «Чужа біда», «Горизонт» та інших). У 1989 році Лілія Олімпіївна Гриценко померла. Похована у Москві.
- Каблучко Григорій Олексійович

Народився 1910 року в селі Перегонівка. У 1929 році закінчив Кобеляцьку кооперативну профшколу. У 1930-х роках в м. Мічурінську закінчив сільськогосподарський інститут, факультет садівництва. До 1941 року був директором сільськогосподарського технікуму в м. Тирасполі. У 1941 році разом із технікумом евакуювався в тил. У період окупації працював директором технікуму в Комі АСР. У 1944 році працював в м. Кишиневі в сільськогосподарському інституті. У 1960-х роках переїхав до м. Києва. Працював у Голосієві в Українській сільськогосподарській академії. Григорій Олексійович Каблучка — доктор сільськогосподарських наук, професор, автор багатьох видань про садівництво. Неодноразово приїздив до Перегонівки. Відвідував сім'ю Гриценків, товаришував з її чоловіком Іваном Марковичем. Допоміг колгоспу придбати саджанці для фруктового саду. У шкільному музеї ми познайомилися з книгами, які подарував Григорій Олексійович у 1987 році рідній Перегонівській школі.
- Черевко Іван Михайлович

Народився 1 липня 1943 року в селі Перегонівка. Закінчив Перегонівську семирічну школу, потім Сокільську середню школу. Навчався у залізничному училищі в м. Донецьку. Потім закінчив Львівське вище військово-політичне морське училище. Має військове звання «капітан 2 рангу». Працював у Грузії в м. Тбілісі викладачем у військово-політичному училищі. Зараз Іван Михайлович проживає у місті Липецьк Московської області. Черевко Іван Михайлович — доцент кафедри психології, кандидат педагогічних наук. Має понад 115 публікацій наукових робіт. Щорічно приїздить у рідне село. Відвідує школу. Шкільна бібліотека має у своєму фонді наукові праці Івана Михайловича, подаровані ним особисто.
- Шабельник Іван Іванович — староста села.
- Голяник Валентин Платонович (нар. 1938) — український письменник.
- Біленко Лідія Данилівна — Місцева поетеса та організатор культурних заходів. Неодноразово вірші Біленко Л. Д. друкувалися в районній газеті «Колос».

- Казанко Олександра Іванівна — Місцева поетеса, автор книг «Я так закохана в життя», «Зупинись, мить, ти прекрасна!»,

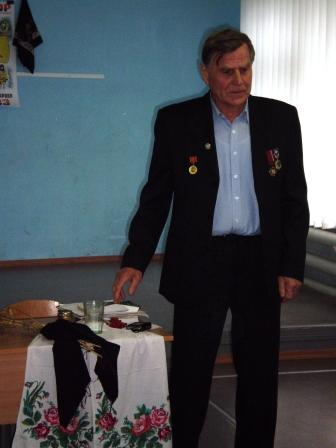
Письменник Валентин Голяник
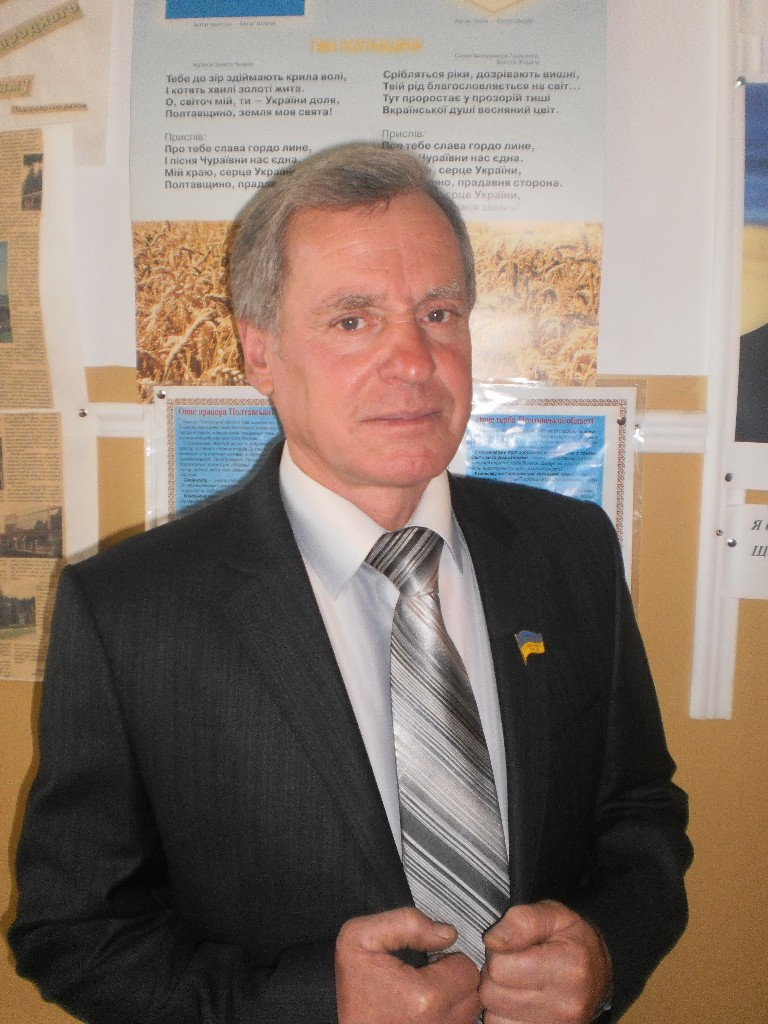
Староста села Іван Шабельник
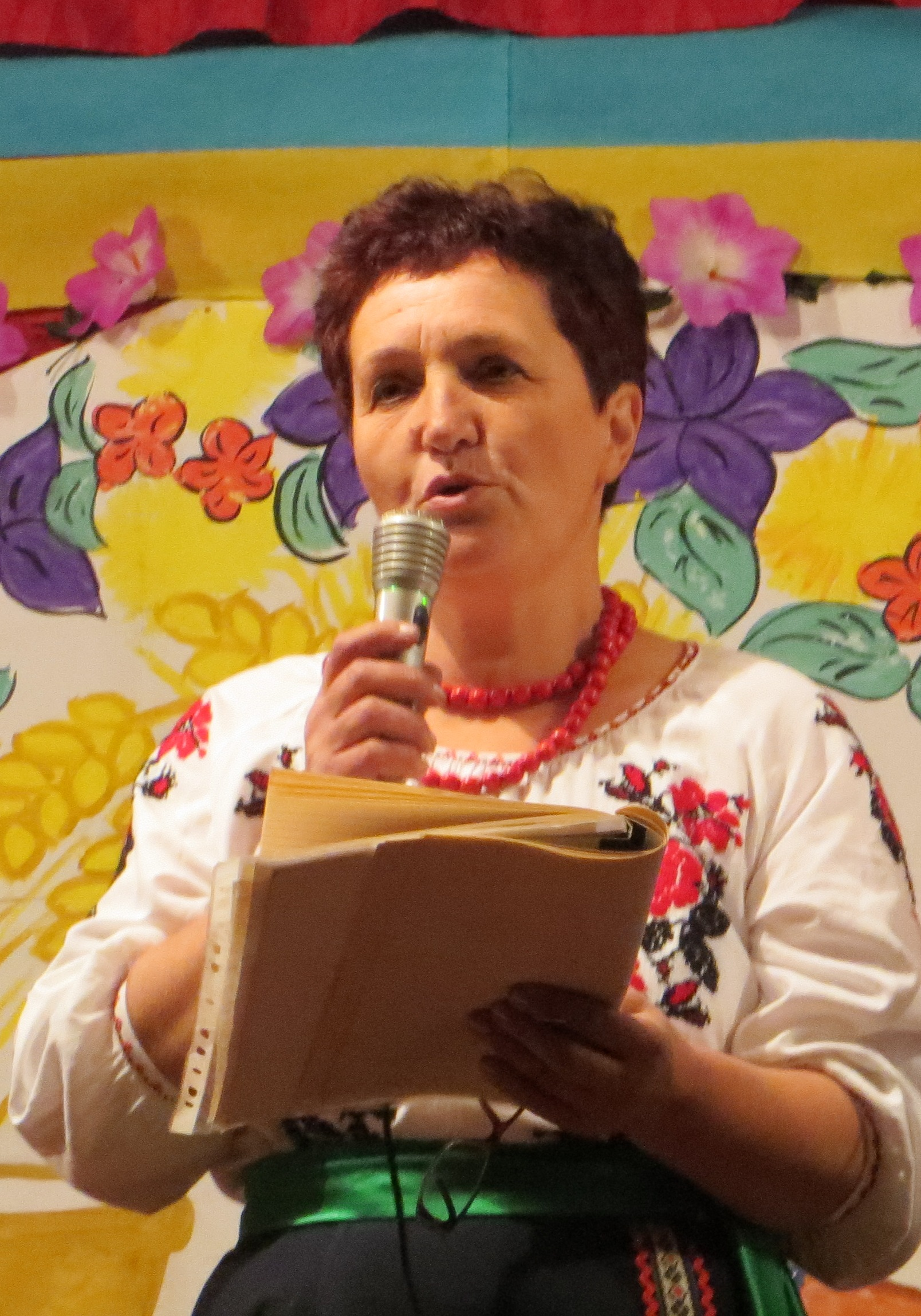
Поетеса Лідія Біленко
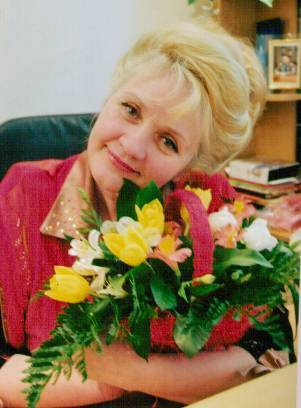
Поетеса Олександра Казанко

## Сучасний стан села (2008 рік)
Станом на 20 лютого 2008 року у населеному пункті проживає 297 осіб: 135 чоловіків і 161 жінка, 90 осіб пенсійного віку, 46 осіб шкільного віку (від 7 до 16 років), 11 осіб дошкільного віку (від 0 до 6 років). Найстарішим жителем є Черевко Михайло Іванович (1918 р.н.). Кількість дворів на 20 лютого 2008 року становить 194, з яких у 65 не проживають люди.
У селі працює Перегонівська загальноосвітня школа I-II ступенів, у якій навчаються 67 учнів (станом на 20.02.2008). У населеному пункті є дитячий садок, діюча Свято-Іллінська церква, сільський клуб, один господарський магазин та два продуктових, відділення зв'язку, фельдшерсько-акушерський пункт, історико-краєзнавчий музей.
На території села існують фермерське господарство «Олена» та АФ «Перегонівська», а також одноосібні селянсько-фермерські господарства.
Село газифіковане, має водогін та асфальтовані вулиці.
12 червня 2020 року, відповідно до розпорядження Кабінету Міністрів України № 721-р «Про визначення адміністративних центрів та затвердження територій територіальних громад Полтавської області», село увійшло до складу Кобеляцької міської громади.
19 липня 2020 року, в результаті адміністративно-територіальної реформи та ліквідації Кобеляцького району, село увійшло до складу новоутвореного Полтавського району Полтавської області.
ЗНАЧУЩІ ОБ'ЄКТИ с. ПЕРЕГОНІВКА
| №  | НАЗВА ОБ'ЄКТА                          | РОКИ ЕКСПЛУАТАЦІЇ | СУЧАСНИЙ СТАН (01.01.2014 р.)        |
| -- | -------------------------------------- | ----------------- | ------------------------------------ |
| 1  | Свято-Іллінська церква                 | 1908—2014         | працююча                             |
| 2  | Перегонівська школа (старе приміщення) | 1912—2006         | аварійна, 2 магазини, ФАП, світлиця  |
| 3  | Перегонівська ГЕС                      | 1954—1964         | будівля не використовується          |
| 4  | Посаджений сільський парк              | 1954—             | ?                                    |
| 5  | Споруджено пам'ятник полеглим воїнам   | 1954—             | ?                                    |
| 6  | Дитсадок                               | 1967—2008         | будівля не використовується          |
| 7  | Тракторна бригада                      | 1970—2001         | розібрана                            |
| 8  | Колгоспний тік                         | 1972—2014         | працюючий                            |
| 9  | Свиноферма                             | 1978—2001         | розібрана                            |
| 10 | Молочно-товарна ферма                  | 1985—2001         | 2 корпуси розібрані, інші 2 — склади |
| 11 | 2-х поверхова контора колгоспу         | 1985—2000         | реконструйована, як школа            |
| 12 | Пам'ятник жертвам голодомору           | 2000—             |                                      |
| 13 | Перегонівська школа (нове приміщення)  | 2006—2014         | працююча                             |
| 14 | Дитсадок «Сонечко» на 1 поверсі школи  | 2013—             | працюючий                            |

| Події                                       |           |
| колгоспні роки                              | 1929—2000 |
| голодомор                                   | 1932—1933 |
| примусове переселення хуторян у Перегонівку | 1939      |
| німецька окупація                           | 1941—1943 |
| в селі проведена електрика                  | 1954      |
| асфальтна дорога до Кобеляк (Озірська)      | 1973      |
| заасфальтовано вулиці села Перегонівка      | 1988      |
| в селі проведено водогін                    | 2002      |
| село газифіковано                           | 2002      |

Всі матеріали цієї статті були взяті з пошукових робіт учнів Перегонівської школи, архівів та спогадів жителів села.

## Фотознайомство з селом та його жителями
| Оберіг села         | Перегонівська ГЕС                | Свято Івана Купала (перегонівський пляж) | Свято Івана Купала (гуляємо ми добре). |
| ------------------- | -------------------------------- | ---------------------------------------- | -------------------------------------- |
| Природа Перегонівки | Пішохідний міст через р. Ворскла | Наші артисти                             | Ансамбль Чарівниця                     |
| День моряка 2015    | Хокей на Ворсклі                 | Випускники 2015 року Перегонівська школа | Дитсадок Сонечко                       |
| Педколектив школи.  |                                  | 2014 ДИТЯЧЕ СВЯТО                        | Мисливці села                          |